# السيد سعيد
السيد سعيد (1362- 1446 هـ / 1943- 2025 م)، قارئ قرآن مصري، وأحد أعلام هذا المجال البارزين.

## سيرته
وُلد السيِّد سعيد في قرية ميت مرجا سلسيل بمركز الجمالية في محافظة الدقهلية، يوم الأحد الأول من ربيع الأول 1362هـ الموافق 7 مارس (آذار) 1943م. أتم حفظ القرآن الكريم كاملًا في السابعة من عمره.
بدأ بالقراءة حين كان يدرس بالمعهد الأزهري في كفر سليمان بمحافظة دمياط، ثم بدأ يذيع صيته في أرجاء المحافظة.
سافر إلى عدد من دول العالم لتلاوة القرآن الكريم بها، منها: الإمارات العربية المتحدة، ولبنان، وجنوب إفريقيا، وإيران، وسويسرا.

## وفاته
توفي السيِّد سعيد يوم السبت 26 ذي القَعْدة 1446هـ الموافق 24 مايو (أيَّار) 2025م، في إثر وَعكة صحِّية بسبب مرض في القلب والكُلى، ونُقل إلى مستشفى السلام بالقاهرة لتلقِّي العلاج، ورحل بعد 15 يومًا قضاها في المستشفى. وشُيِّعت جنازته في اليوم التالي الأحد 27 ذي القَعْدة 1446هـ الموافق 25 مايو (أيَّار) 2025م، وصُلِّي عليه بعد صلاة الظهر في المسجد الكبير بقرية ميت مرجا بمحافظة الدقهلية، ودُفن بمقابر عائلته في القرية. وكانت وفاته عن عمر ناهز الثانية والثمانين.

## وصلات خارجية
- جـنـا زة الشيخ السيد سعيد من مسقط رأسه في الدقهلية